# Ligne à voie normale de Mombasa à Nairobi
La ligne de chemin de fer à voie normale de Mombasa à Nairobi, connue localement sous le nom de SGR (Standard Gauge Railway, ligne à voie normale en anglais), est une ligne de chemin de fer à voie normale au Kenya qui relie la grande ville portuaire de Mombasa, sur l'océan Indien, à Nairobi, la capitale et plus grande ville du pays. Cette ligne est tracée parallèlement à l'ancienne ligne à voie étroite du Chemin de fer de l'Ouganda, achevée en 1901 sous la domination coloniale britannique. Le plan directeur des chemins de fer d'Afrique de l'Est prévoit que la ligne de Mombasa à Nairobi sera reliée à d'autres lignes à voie normale en cours de construction dans la Communauté d'Afrique de l'Est. 
Avec un coût de 3,6 milliards de dollars US, la construction de cette ligne est le projet d'infrastructure le plus cher du Kenya depuis son indépendance. La maîtrise d'œuvre du projet était assurée par la China Road and Bridge Corporation (CRBC), qui a engagé 25 000 kényans pour travailler sur le chantier. L'exploitation de la ligne est confiée, pendant les 5 premières années, à la maison-mère de la CRBC, la China Communications Construction Company. 
Une extension de Nairobi à Naivasha a été mise en service en octobre 2019. 
Les premiers passagers payants sont montés à bord du Madaraka Express le jour de Madaraka (1er juin 2017), date du 54e anniversaire de l'autonomie du Kenya vis-à-vis de son ancien colonisateur, la Grande-Bretagne. L'ouverture au trafic commercial de fret a été réalisée le 1er janvier 2018. Le succès commercial auprès du public a dépassé les attentes, la ligne ayant transporté 2 millions de passagers au cours des 17 premiers mois d'exploitation. En novembre 2018, la ligne voyait circuler 30 trains de marchandises et 4 trains de voyageurs par jour. 

## Itinéraire
La ligne à voie normale de Mombasa à Nairobi est majoritairement tracée parallèlement à l'ancienne ligne à voie métrique du chemin de fer de l'Ouganda, qui a été construite pendant la période de domination coloniale britannique. Afin de garantir un tracé moins tortueux que celui de son prédécesseur et garantir des vitesses élevées, tout en s'affranchissant du relief accidenté et vallonné des régions traversées, la nouvelle ligne a en grande partie été construite en viaduc, sur des talus ou en tranchées. 

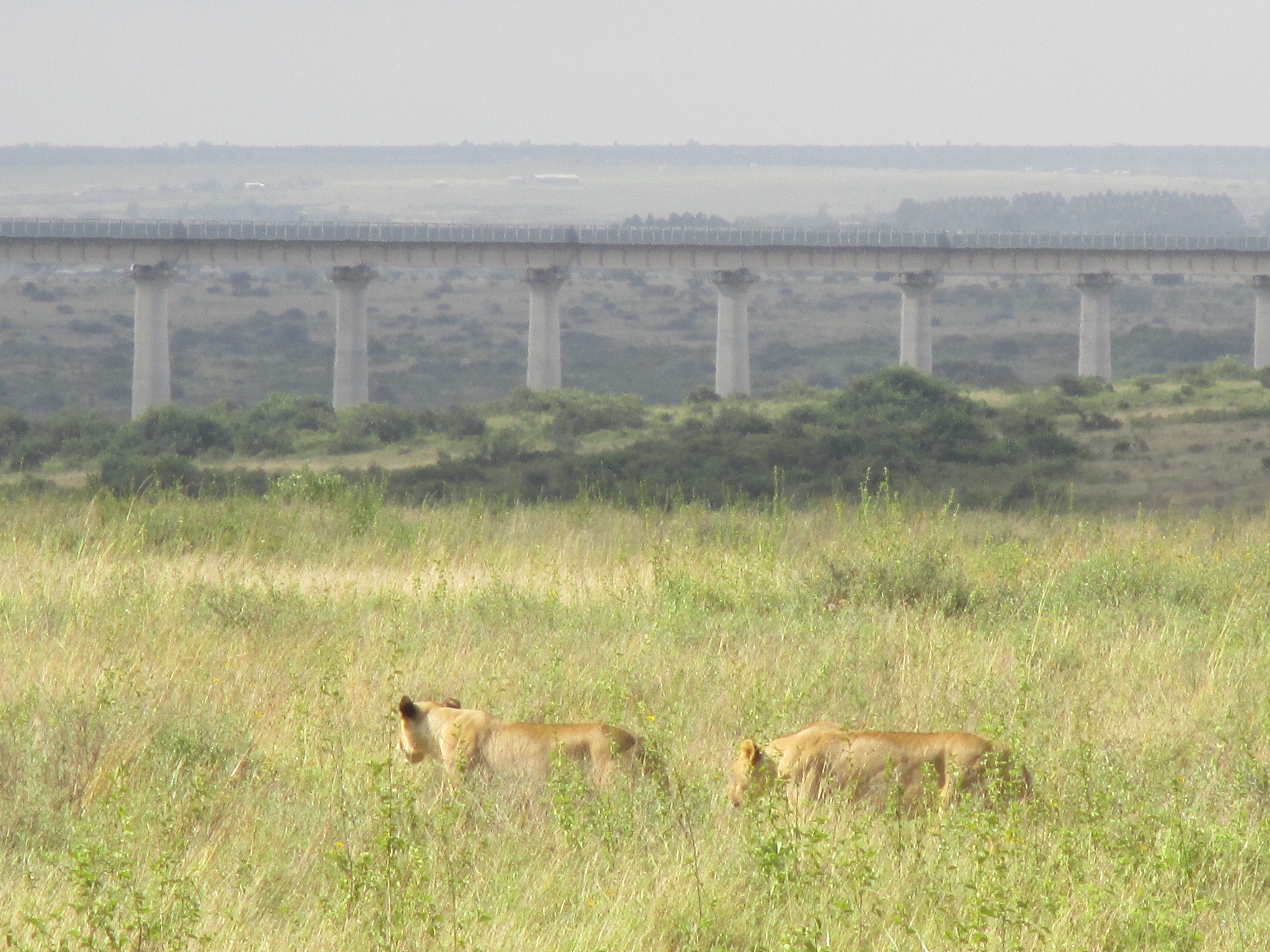
Lionnes à proximité de la ligne du Madaraka Express (2020).

Un exemple en est flagrant à proximité de la ville de Mazeras, dans la province de la Côte. Le chemin de fer de l'Ouganda doit franchir une zone vallonnée moyennant un tracé hélicoïdal, quand la nouvelle ligne franchit cette zone par deux viaducs : celui de Mazeras-2, de 43,5 mètres de hauteur, est le plus haut de la ligne.  
Avec une longueur de 2,6 km, le pont de la rivière Athi, à proximité de Nairobi, était lors de sa construction le 6e plus long pont d'Afrique. 
Au total, la ligne franchit 98 ponts et viaducs. 
Un autre bienfait affirmé d'une construction de la ligne en viaducs et remblais est celui de la protection de l'environnement. La ligne est en effet construite en partie dans le corridor séparant le parc national de Tsavo Est et le parc national de Tsavo Ouest, parallèlement à la route et l'ancienne voie métrique. Ces dernières, construites au niveau du sol, sont source de fréquentes collisions avec la faune. Les viaducs et les remblais élèvent la nouvelle ligne au-dessus du niveau du sol, avec des passages inférieurs permettant à la faune de passer en toute sécurité en dessous. 
Les trains de voyageurs circulent entre la gare terminus de Mombasa située à Miritini, et celle de Nairobi, située à Syokimau, près de l'aéroport international Jomo Kenyatta. 
Les services de fret sont assurés entre Port Reitz, juste à l'ouest de l'île de Mombasa, et le port sec de Nairobi, situé dans le quartier d'Embakasi.

## Gare passagers

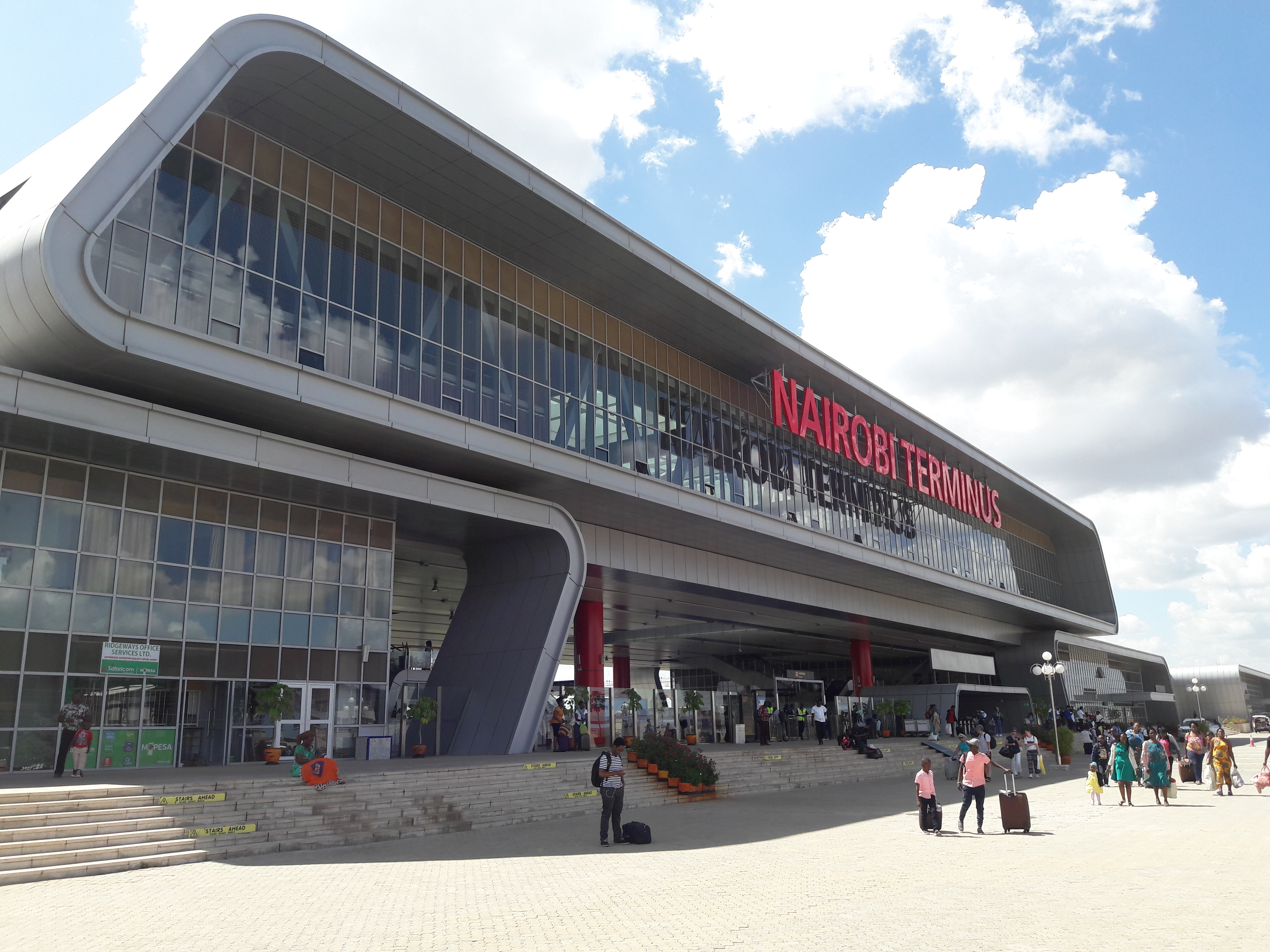
Gare de Nairobi-Terminus, terminus de la ligne à voie normale.

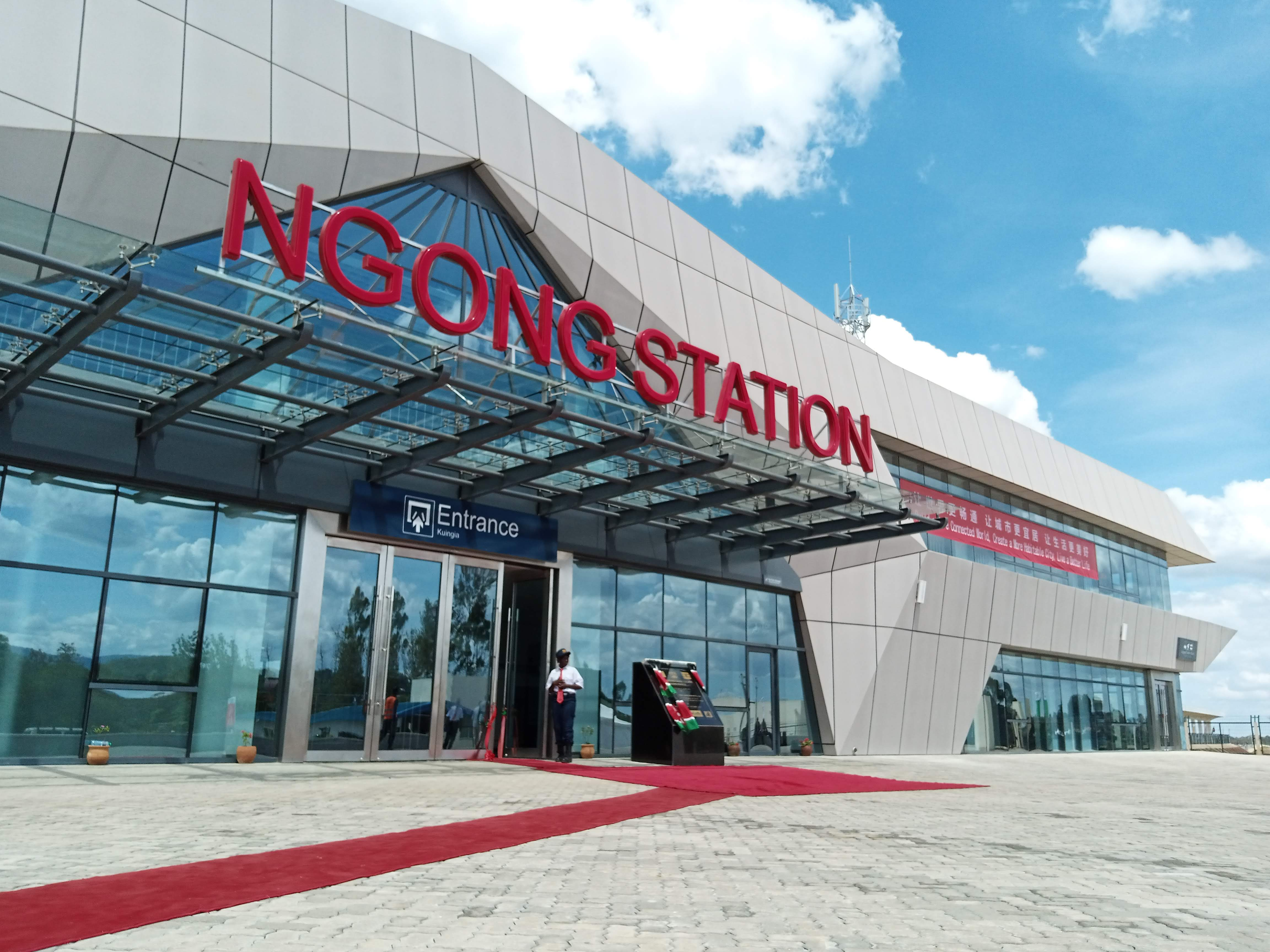
Gare de Ngong, inaugurée en 2019.

Il y a neuf gares passagers entre Mombasa et Nairobi. L'architecture de chaque station est inspirée des éléments locaux. 
| Gare             | Architecture |
| ---------------- | --- |
| Mombasa Terminus | Cercles concentriques et tour centrale, représentant une ondulation dans l'océan.                                               |
| Mariakani        | Les portiques sont inspirés des cocotiers, qui sont nombreux dans la région.                                                    |
| Miasenyi         | Rayures blanches et brunes, inspirées des rayures d'un zèbre.                                                                   |
| Voi              | En forme de V comme une personne aux mains levées, représentant l'esprit d'Harambee. V est également la première lettre de Voi. |
| Mtito Andei      | Toits en pente, représentant le mont Kilimandjaro et les collines de Chyulu .                                                   |
| Kibwezi          | Basé sur une architecture africaine traditionnelle, avec des feuilles qui protègent les passagers du soleil.                    |
| Emali            | Un poing fermé, représentant l'unité.                                                                                           |
| Athi River       | Dessinée comme les collines de la région.                                                                                       |
| Nairobi Terminus | Deux trains avec un pont sur le dessus.                                                                                         |

En gare de Nairobi-Terminus, les passagers peuvent effectuer une correspondance par la ligne à voie métrique vers le centre-ville de Nairobi. Bien que désignées comme terminus, les gares de Mombasa et de Nairobi ont été construites comme des gares de passage et étaient à l'origine désignées sous les noms de Mombasa Ouest et Nairobi Sud. Une fois la phase 2 du projet de ligne à voie normale terminée, les trains poursuivront au-delà de la gare de Nairobi jusqu'à la frontière ougandaise.

## Caractéristiques
Le Kenya est membre du Northern Corridor Integration Project (NCIP), qui a sélectionné la norme ferroviaire nationale chinoise de classe 1 pour ses chemins de fer. L'adoption d'une norme commune permet une intégration transparente entre les chemins de fer des pays du NCIP. 
- Écartement : voie normale
- Voie : unique
- Attelages : Janney
- Freins : Air
- Électrification : aucune, mais envisagée
- Capacité de transit : 22 millions de tonnes par an[12]
- Gabarit : suffisant pour le transport de conteneurs empilés sur deux niveaux[15]

## Histoire

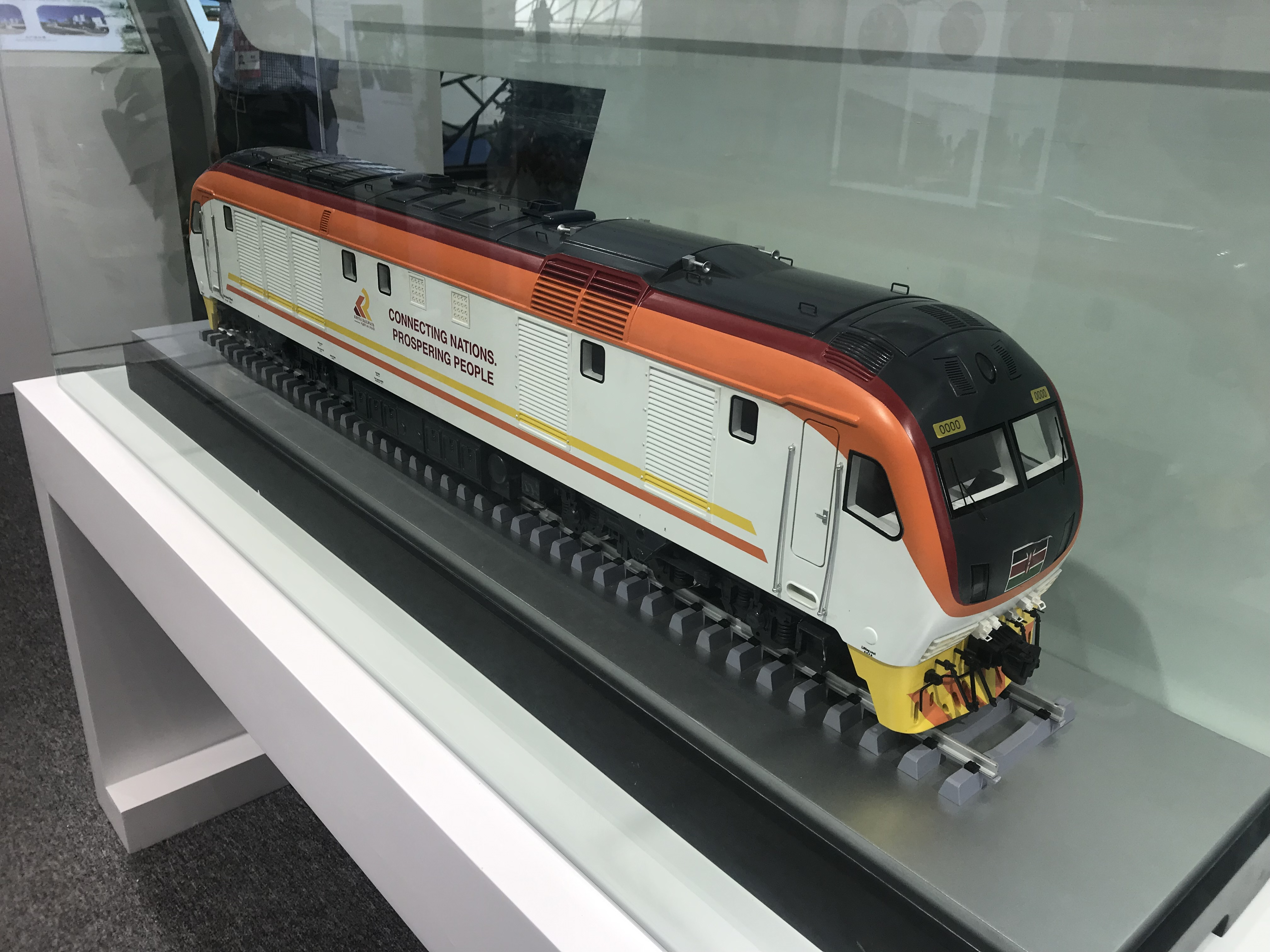
Un DF11 utilisé sur la ligne (maquette)

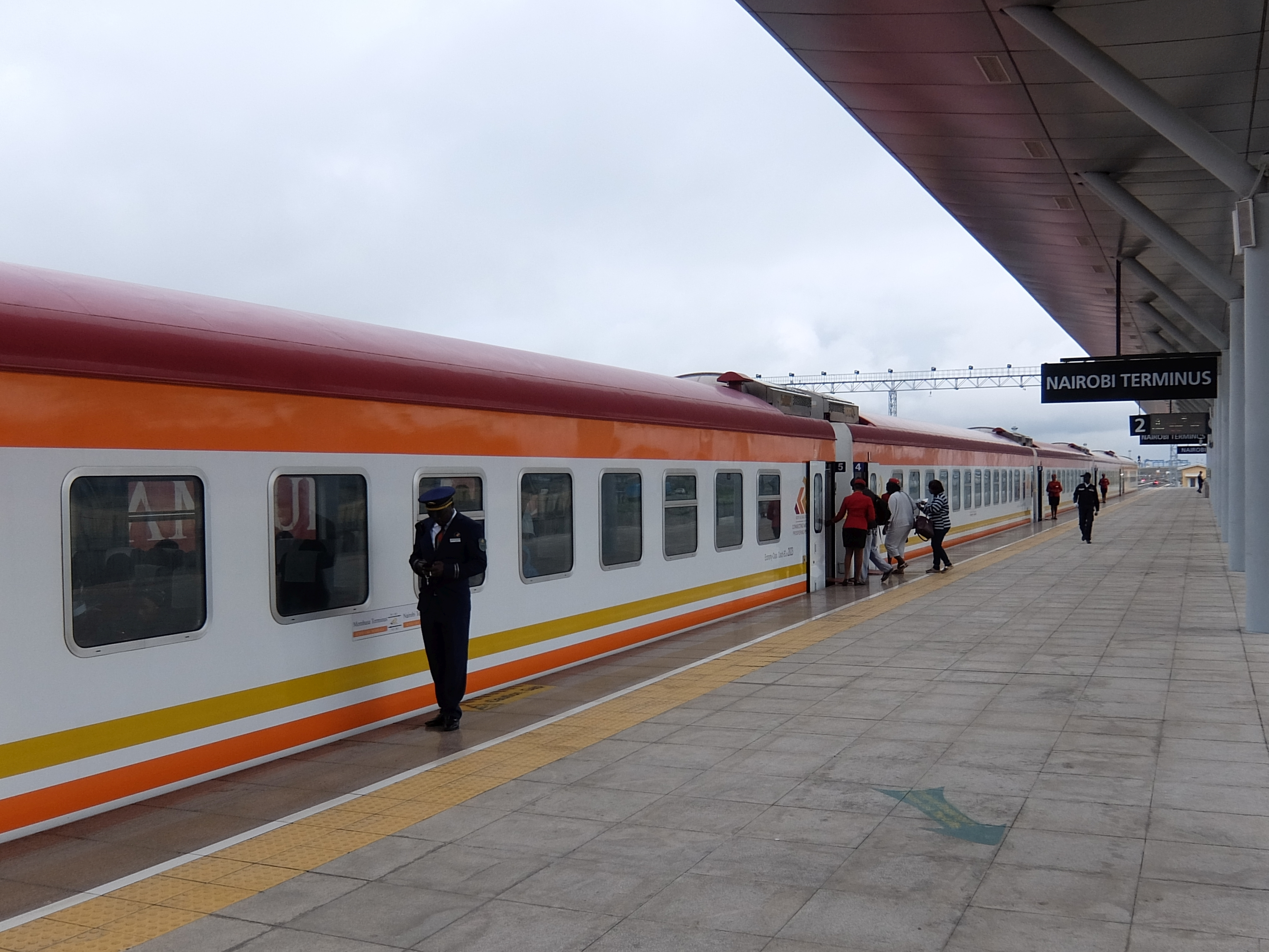
Voitures 25G en gare de Nairobi-Terminus.

Dans les années 2000, les lignes à voie métrique du chemin de fer du Kenya, datant de l'époque coloniale, se sont détériorées par manque d'entretien. En 2016, les trains de voyageurs prenaient une journée entière pour se rendre de Nairobi à Mombasa, contre 12 heures au début des années 90.  
Le fret transporté depuis le port de Mombasa est passé de 4,8 millions de tonnes par an dans les années 1980, à 1,5 million de tonnes par an en 2012.  
En 2014, le Rift Valley Railways Consortium, l'exploitant de chemins de fer au Kenya et en Ouganda, a déclaré une perte de 1,5 million de dollars américains. 
Dans le même temps, le gouvernement chinois finançait la construction de chemins de fer dans d'autres pays africains. En 2011, le Kenya a signé un protocole d'accord avec la China Road and Bridge Corporation pour la construction d'une ligne de chemin de fer à voie normale entre Mombasa et Nairobi. Ce projet, d'un montant de 3,6 milliards de dollars américains était le projet d'infrastructure le plus important réalisé au Kenya depuis son indépendance. Son financement a été finalisé en mai 2014, la banque d'exportation et d'importation de Chine accordant un prêt pour 90% du coût du projet et les 10% restants provenant du gouvernement kenyan,. 25 000 Kényans ont été embauchés pour travailler sur le projet. 
Les travaux de pose de la voie se sont terminés en décembre 2016. Le service passagers a été officiellement inauguré le 31 mai 2017, dix-huit mois plus tôt que prévu. 
| Type | Fabricant           | Nombre | Remarques                              | La source |
| ---- | ------------------- | ------ | -------------------------------------- | --------- |
| DF8B | CRRC Qishuyan       | 8      | Locomotive de fret                     | [ 23 ]    |
| DF7G | CRRC Qishuyan       | 2      | Locomotive de manœuvre (road switcher) | [ 24 ]    |
| DF11 | CRRC Qishuyan       | 5      | Locomotive à passagers                 | [ 25 ]    |
| 25G  | CRRC Nanjing Puzhen | 39     | Voitures passagers ou de service       | [ 26 ]    |
| C70E | CRRC Qiqihar        | 180    | Gondoles (wagons tombereaux)           |           |
| NX70 | CRRC Qiqihar        | 150    | Wagon porte-conteneurs                 |           |

## Financement
Le coût du projet de construction de la ligne à voie normale de Mombasa à Nairobi a été financé à 90 % par la banque d'exportation et d'importation de Chine (Exim), et à 10 % par le gouvernement kényan. Les modalités de participation d'Exim ont été finalisées en mai 2014 : Exim a avancé le montant du prêt en deux prêts bonifiés de 1,63 milliard de dollars chacun. L'un des prêts était un prêt d'aide étrangère octroyé à titre concessionnel (taux d'intérêt très bas) tandis que l'autre était un crédit acheteur à l'exportation préférentiel inférieur au taux du marché. Une condition imposée par le gouvernement kenyan pour le financement était que 40% du coût total du projet, soit environ 130 milliards de shillings kényans, soient dépensés en fournitures locales, y compris le sable, le ciment, les câbles électriques, le fer et l'acier galvanisés. 
Une condition pour Exim Bank pour le prêt était d'avoir un opérateur acceptable pour la banque pour la phase initiale d'exploitation de la ligne, ce qui a conduit le gouvernement kényan à ne pas réaliser l'appel d'offres international envisager et à contracter directement avec la société-mère de la CRBC. 

## Exploitation

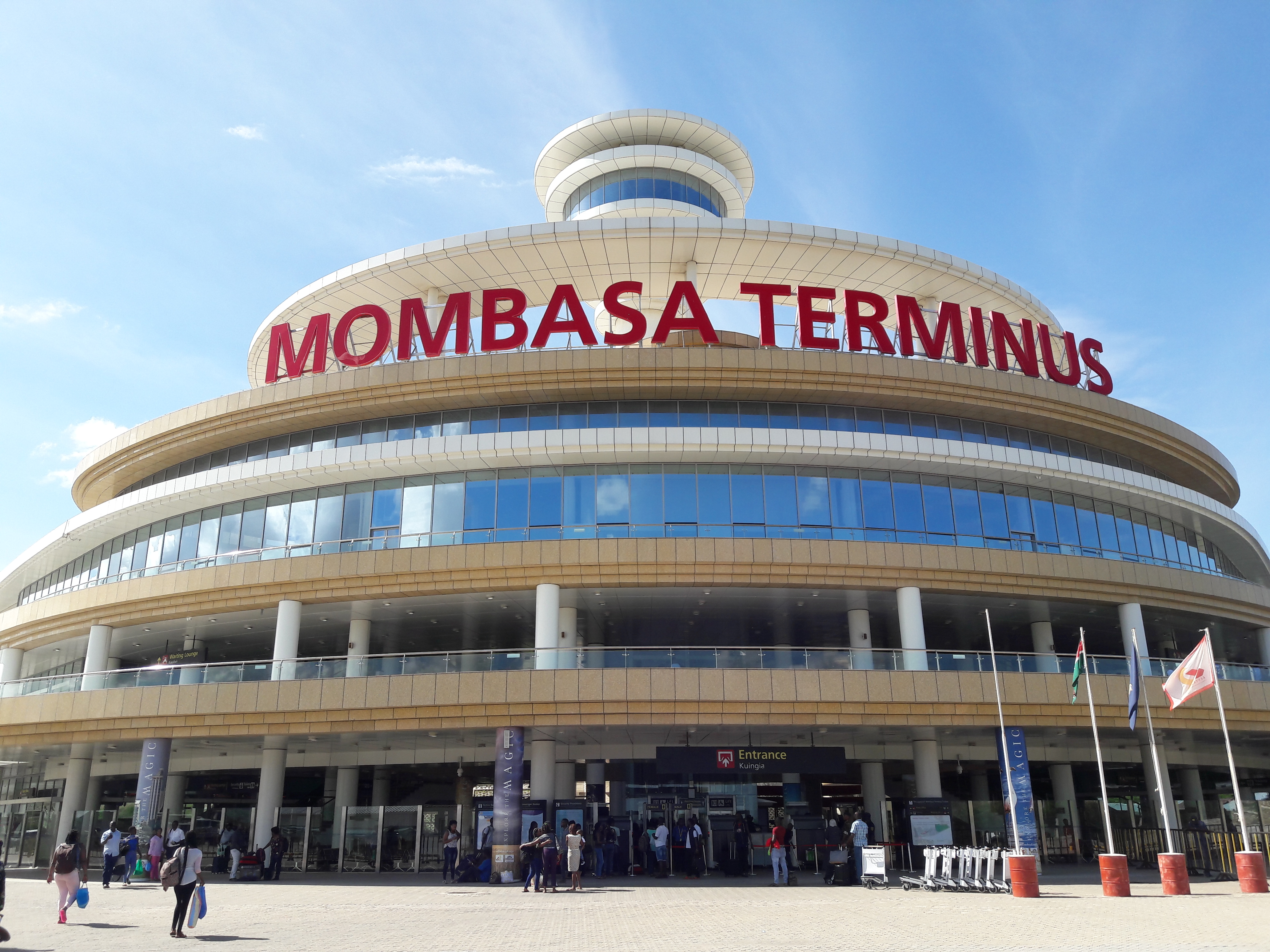
La gare de terminus, à Mombasa, en 2019.

L'exploitation de la ligne est assurée par la China Communications Construction Company (CCCC) pendant les 5 premières années d'exploitation. De nombreux employés travaillant pour l'exploitation de la ligne sont des kényans. Cependant, en juillet 2018, les travailleurs chinois occupent toujours la plupart des postes clefs, en particulier ceux d'aiguilleurs ou de conducteur de locomotive. Un transfert complet aux kényans n'avait pas eu lieu après un an de fonctionnement, ce qui a déclenché une controverse politique au Kenya,. En Chine, il peut s'écouler quatre ans avant qu'un conducteur de locomotive ne puisse commencer à conduire un train en solo. Le ministère des Transports a déclaré que le personnel local prendrait le relais des Chinois en 2027. 
En 2018, le chemin de fer a transporté 1 665 627 passagers et 5 039 988 tonnes de fret. En 2019, le gouvernement a adopté une politique obligeant tout le dédouanement du fret dans le port de Mombasa à être transporté par ce qui a fini par être le chemin de fer le plus cher, ce qui a provoqué des protestations de la part des transporteurs de fret. Selon le contrat entre la banque Exim, la Kenya Railways Corporation et la Kenya Ports Authority, la KPA est obligée de fournir 1 million de tonnes de marchandises au début de l'exploitation de la ligne, puis d'augmenter cette fourniture jusqu'à 6 millions de tonnes d'ici 2024<.